# Partidul Popular Românesc (Republica Moldova)
Partidul Popular Românesc, abreviat PPR este un partid politic de centru-dreapta din Republica Moldova, format la 12 aprilie 2013, ca Consiliul de Reformare a Partidului Liberal. 
Din mai 2013 până în noiembrie 2014 PLR a participat la actul de guvernare în cadrul Coaliției Pro-Europene.

## Istoricul partidului

### Consiliul de Reformare a Partidului Liberal
La 12 aprilie 2013 31 de membri ai Partidului Liberal (PL), printre care 7 deputați și 2 miniștri, au anunțat că s-au reunit în Consiliul de Reformare a Partidului Liberal (CRPL), cerând convocarea a congresului extraordinar al partidului și alegerea lui Dorin Chirtoacă in fruntea PL-ului, în locul lui Mihai Ghimpu.
La 13 aprilie 2013 Consiliul Republican al PL a exclus din rândurile partidului 5 deputații și-a retras susținearea politică pentru ministrul Apărării, Vitalie Marinuța și ministrul Mediului, Gheorghe Șalaru.
În mai 2013 liberal-reformatorii au participat la negocierile cu Partidul Liberal Democrat și Partidul Democrat privind formarea noii majorități parlamentare, care s-au încheiat la 30 mai cu semnarea acordului de constituire a Coaliției Pro-Europene și investirea noului Guvern, în componența caruia au intrat 4 din 18 miniștrii din partea CRPL: viceprim-ministru Tatiana Potîng, ministrul mediului Gheorghe Șalaru, ministrul tineretului și sportului Octavian Bodișteanu și ministrul apărării Vitalie Marinuța. De asemenea, liberal-reformatorii Oleg Bodrug și Ana Guțu au fost aleși respectiv în funcții de vicepreședinte al Parlamentului și președinte a Comisiei parlamentare pentru Politică Externă și Integrare Europeană.

### Partidul Liberal Reformator
La data de 21 iunie 2013 la Costești, Ialoveni a avut loc Adunarea Generală a Consiliului de Reformare a Partidului Liberal, la care a fost adoptată decizia de constituire unei noii formațiuni politice cu doctrina liberală.
La 1 august 2013 la Chișinău a avut loc prima ședință a Consiliului de Constituire a Partidului Liberal Reformator.
La 15 decembrie 2013 la Chișinău, la Palatul Național „Nicolae Sulac” a avut loc Congresul I de Constiuire al Partidului Liberal Reformator. La Congresul au fost înregistrați 1689 de delegați, au participat 100 de invitați de onoare dintre reprezentanții a societății civile, instituțiilor de presă, oameni de creație, savanți, diplomați, oaspeți de peste hotarele țării.
Congresul I de Constituire al PLR a ales în funcția de președinte al partidului pe deputatul Ion Hadârcă cu 969 de voturi a delegaților. Pentru Vitalie Marinuța au votat 305 delegați. În total la vot au participat 1696 de delegați. În funcțiile de copreședinte a Partidului Liberal Reformator au fost aleși Ana Guțu și Oleg Bodrug, în funcții de vicepreședinți au fost aleși: Boris Gherasim, Tatiana Potîng, Vitalie Marinuța, Ștefan Chitoroagă, Dorin Dușciac, Gheorghe Șalaru și Vasile Grama. În calitatea de secretar general al partidului a fost ales Roman Clima. Congresul a adoptat Statutul, Programul și simbolistica PLR. Imnul partidului a devenit piesa «O Libertate, Sfântă Libertate».
La 31 decembrie 2013 Partidul Liberal Reformator a fost înregistrat la Ministerul Justiției.
La 22 ianuarie 2014 la ședința fracțiunii Partidului Liberal s-a hotărât schimbarea denumirii fracțiunii în fracțiunea Partidului Liberal Reformator. Decizia a fost luată cu votul a 7 din 12 deputați ai fracțiunii. Conform deciziei, toți deputații din fracțiunea PL, cu excepția lui Gheorghe Brega au fost automat transferați în fracțiunea PLR. Partidul Liberal nu a recunoscut schimbarea denumirii fracțiunii și s-a adresat la Curțea Constituțională.
În octombrie 2014, mai mulți membri activi ai Partidului Liberal Reformator, printre care: Ana Guțu, deputat, co-președinte PLR, Anatol Arhire, deputat, președintele organizației teritoriale PLR Ungheni, Dorin Dușciac, viceministrul mediului, vicepreședinte PLR, Gheorghe Șalaru, vicepreședinte PLR, Vasile Grama, vicepreședinte PLR, Sergiu Stanciu, viceministrul tineretului și sportului, Sergiu Ghețiu, viceministrul agriculturii și industrii alimentare, Tudor Ulianovschi, viceministrul afacerilor externe și integrării europene și Maxim Guțu, președintele organizației de tineret PLR — au formulat un apel către președintele partidului, Ion Hadârcă, prin care solicită retragerea formațiunii din cursa electorală pentru alegerile parlamentare din 30 noiembrie 2014, întrucât șansele PLR de a accede în parlament ar fi fost minime și participarea în alegeri a formațiinii ar dispersa votul alegătorilor pro-europeni. Conducerea PLR a reacționat la apelul Anei Guțu prin a spune că „prin gestul și apelul său Ana Guțu trădează așteptările și încrederea electoratului, întreaga echipă, structurile teritoriale și simpatizanții partidului care și-au exprimat clar intenția de a participa în campanie la evenimentul de lansare din 19 octombrie 2014”. Propunerea inițială a Anei Guțu de a participa în alegeri pe lista electorală a PLDM, de asemenea, a fost respinsă unanim de Consiliul Național Politic al PLR. Ana Guțu a preferat să rămână în afara listei electorale a Partidului Liberal Reformator și a respins acuzațiile de trădare, lansate de conducerea PLR prin a spune că „diferența de opinie nu trebuie să fie luată drept trădare, de altfel nu se poate vorbi de democrație internă de partid”. Ea a mai afirmat atunci că PLR a ajuns în mâinile grupului Țopa. Viorel Țopa a negat acest fapt. Pe 14 noimebrie 2014, prin decizia Consiliului Național Politic, Ana Guțu, Anatol Arhire, Maxim Guțu și Dorin Dușciac, toți semnatari ai apelului de retragere a formațiunii din cursa electorală pentru a consolida votul pro-european – au fost excluși din partid.
Pe 5 septembrie 2015, un grup de inițiativă format printre altele și din foști membri PLR, compus din Ana Guțu, Dorin Dușciac, Anatol Arhire, Vitalie Marinuța, Gheorghe Șalaru, Ilie Ilașcu, Alina Ghețiu, Maxim Guțu, Victor Sandu și Dan Nicu, au creat partidul politic „DREAPTA”, o formațiunea care optează pentru reunificarea celor două state românești – Republica Moldova și România. La ședința de constituire a grupului de inițiativă a participat și europarlamentarul român Monica Macovei.

## Conducerea partidului
- Vlad Țurcanu - președinte
- Ion Leașcenco - vicepreședinte
- Tatiana Potîng - vicepreședinte

## Deputații și miniștrii PPR(PLR)
Deputații PLR (2013–2014):
- Ion Hadârcă (fost prim-vicepreședinte al PL)
- Oleg Bodrug (fost secretar general al PL)
- Ana Guțu
- Anatol Arhire
- Vadim Vacarciuc
- Vadim Cojocaru
- Valeriu Saharneanu

Miniștrii PLR în guvernul Iurie Leancă (2013–2015):
- Tatiana Potîng (viceprim-ministru)
- Gheorghe Șalaru (ministrul mediului)
- Vitalie Marinuța (ministrul apărării, 2013–2014)
- Valeriu Troenco (ministrul apărării, 2014–2015)
- Octavian Bodișteanu (ministrul tineretului și sportului)

## Rezultate electorale

### Alegeri parlamentare
| Anul alegerilor | voturi | % din voturi | mandate obținute | +/- |
| --------------- | ------ | ------------ | ---------------- | --- |
| 2014            | 24.956 | 1,56         | 0 / 101          |     |

### Alegeri locale

#### Consilii raionale și municipale
| Anul alegerilor | voturi | % din voturi | mandate obținute |
| --------------- | ------ | ------------ | ---------------- |
| 2015            | 97.879 | 7,61         | 67 / 1116        |

#### Consilii orășenești și sătești
| Anul alegerilor | voturi | % din voturi | mandate obținute |
| --------------- | ------ | ------------ | ---------------- |
| 2015            | 62.690 | 5,90         |                  |

#### Primari
| Anul alegerilor | primari | % din total | mandate obținute |
| --------------- | ------- | ----------- | ---------------- |
| 2015            | 27      | 3,01        | 27 / 898         |

Locale 2015